# Terceira Batalha de Aisne

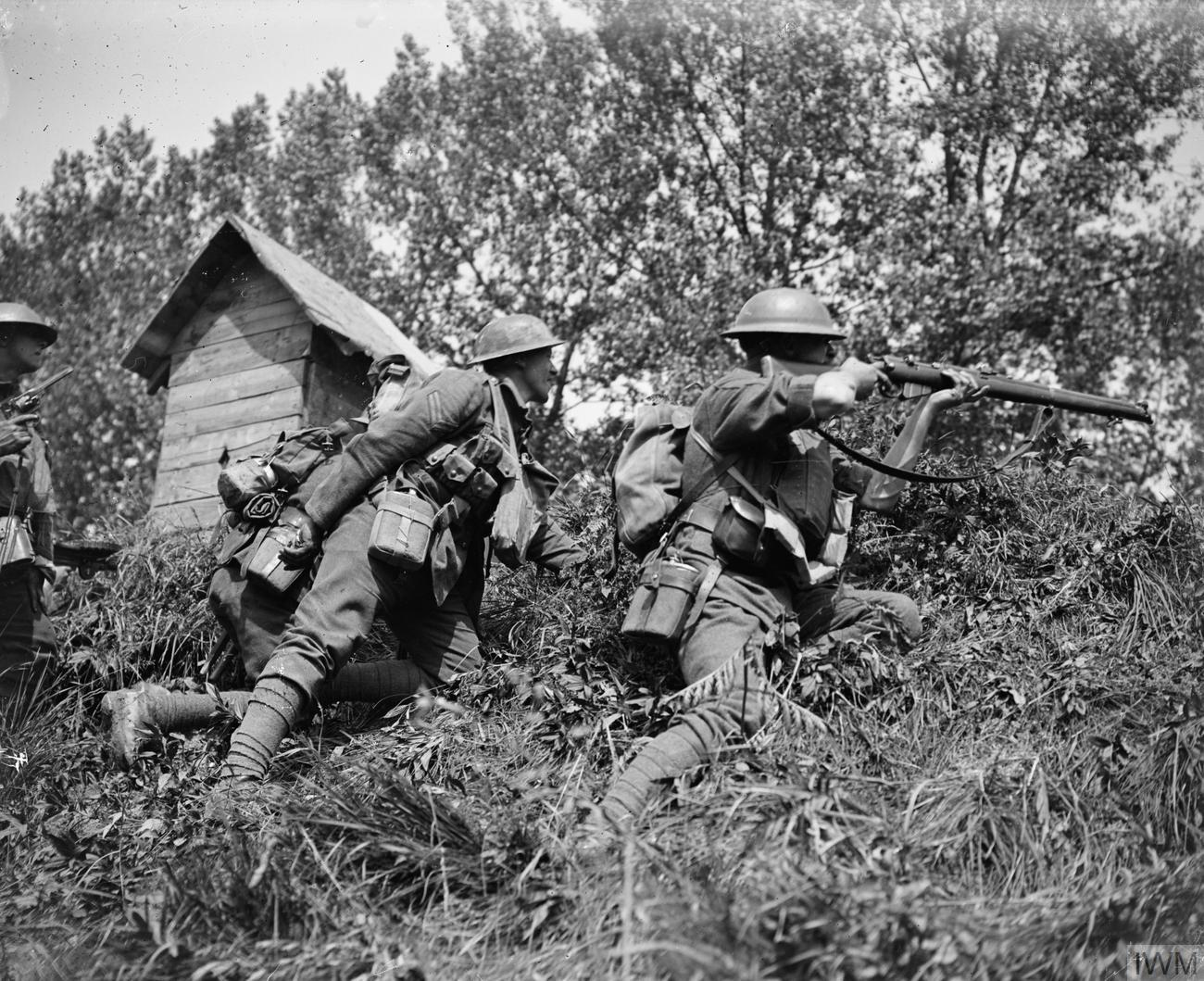
Soldados britânicos lutando para deter os alemães.

A Terceira Batalha de Aisne (em francês:  3e Bataille de L'Aisne) foi um grande combate que aconteceu no contexto da Ofensiva de Primavera alemã (a Kaiserschlacht) durante a Primeira Guerra Mundial. O exército imperial alemão pretendia tomar Chemin des Dames, na importante região entre Laon e Soissons, no departamento de Aisne. Os alemães queriam conquistar uma vitória rápida, antes que as Forças Expedicionárias Americanas chegassem em peso na França.
As tropas britânicas que mantinham Chemin des Dames foram pegas de surpresa, bombardeadas intensamente por artilharia e bombas com gás tóxico. O comandante-em-chefe francês, Philippe Pétain, ordenou que as forças britânicas se retirassem mas estes se recusaram, não querendo abrir mão do território que havia sido conquistado a duras penas no ano anterior. Os alemães avançaram mais de 40 km e fizeram uns 50 mil prisioneiros depois de três dias. Contudo, os avanços seguintes foram bem menores, devido a inferioridade numérica, fatiga, problemas com suprimentos e, naturalmente, as baixas sofridas. A 6 de junho, os alemães foram detidos num grande contra-ataque dos Aliados.
Ambos os lados sofreram pesadas baixas e a batalha terminou em fracasso para os alemães. Mas o general Ludendorff persistia em se manter na ofensiva a todo o custo, o que resultaria em novo fracasso na Segunda Batalha do Marne.